# Fusconaia barnesiana
Fusconaia barnesiana är en musselart som först beskrevs av I. Lea 1838.  Fusconaia barnesiana ingår i släktet Fusconaia och familjen målarmusslor. Inga underarter finns listade i Catalogue of Life.